# Joe Staley
Joe Staley (* 30. August 1984 in Rockford, Michigan) ist ein ehemaliger US-amerikanischer American-Football-Spieler in der National Football League (NFL). Er spielte von 2007 bis 2019 für die San Francisco 49ers als Offensive Tackle. Staley wurde sechsmal für den Pro Bowl nominiert und in das National Football League 2010s All-Decade Team gewählt.

## College
Staley, der während der Highschool auch ein erfolgreicher Leichtathlet war, besuchte die Central Michigan University und spielte für deren Mannschaft, die Chippewas, College Football. Er begann als Tight End, wurde dann aber aufgrund seiner Körpergröße in der Offensive Line eingesetzt und konnte auf seiner neuen Position überzeugen.

## NFL
Staley wurde beim NFL Draft 2007 in der 1. Runde als insgesamt 28. Spieler von den San Francisco 49ers ausgewählt. Er konnte sich sofort etablieren und kam in seiner Rookie-Saison nicht nur in jeder Partie als Starter zum Einsatz, sondern war sogar bei jedem einzelnen Spielzug der Offense auf dem Platz.
2008 konnte er einen zurückeroberten Fumble zu einem Touchdown verwerten. 
2012 konnte er mit seinem Team den Super Bowl XLVII erreichen, der allerdings gegen die Baltimore Ravens verloren ging.
Wegen seiner konstant guten Leistungen wurde sein Vertrag schon wiederholt vorzeitig verlängert. Im Sommer 2014 banden ihn die 49ers bis 2019 an sich, im Sommer 2019 wurde der Vertrag bis 2021 verlängert.
In seiner letzten Saison verpasste er verletzungsbedingt neun Spiele. Staley kam in allen Play-off-Spielen zum Einsatz und erreichte mit den 49ers den Super Bowl LIV, der mit 20:31 gegen die Kansas City Chiefs verloren ging. Am 25. April 2020 gab Staley seinen Rücktritt bekannt.